# Premi Oscar 1990
La 62ª edizione della cerimonia di premiazione dei Premi Oscar si è tenuta il 26 marzo 1990 al Dorothy Chandler Pavilion di Los Angeles. Il conduttore della serata è stato l'attore comico statunitense Billy Crystal.

## Vincitori e candidati
Vengono di seguito indicati in grassetto i vincitori. Dove ricorrente e disponibile, viene indicato il titolo in lingua italiana e quello in lingua originale tra parentesi.

### Miglior film
- A spasso con Daisy (Driving Miss Daisy), regia di Bruce Beresford
- Nato il quattro luglio (Born on the Fourth of July), regia di Oliver Stone
- L'attimo fuggente (Dead Poets Society), regia di Peter Weir
- L'uomo dei sogni (Field of Dreams), regia di Phil Alden Robinson
- Il mio piede sinistro (My Left Foot), regia di Jim Sheridan

### Miglior regia
- Oliver Stone - Nato il quattro luglio (Born on the Fourth of July)
- Woody Allen - Crimini e misfatti (Crimes and Misdemeanors)
- Kenneth Branagh - Enrico V (Henry V)
- Jim Sheridan - Il mio piede sinistro (My Left Foot)
- Peter Weir - L'attimo fuggente (Dead Poets Society)

### Miglior attore protagonista
- Daniel Day-Lewis - Il mio piede sinistro (My Left Foot)
- Kenneth Branagh - Enrico V (Henry V)
- Tom Cruise - Nato il quattro luglio (Born on the Fourth of July)
- Morgan Freeman - A spasso con Daisy (Driving Miss Daisy)
- Robin Williams - L'attimo fuggente (Dead Poets Society)

### Migliore attrice protagonista
- Jessica Tandy - A spasso con Daisy (Driving Miss Daisy)
- Isabelle Adjani - Camille Claudel
- Pauline Collins - Shirley Valentine - La mia seconda vita (Shirley Valentine)
- Jessica Lange - Music Box - Prova d'accusa (Music Box)
- Michelle Pfeiffer - I favolosi Baker (The Fabulous Baker Boys)

### Miglior attore non protagonista
- Denzel Washington - Glory - Uomini di gloria (Glory)
- Danny Aiello - Fa' la cosa giusta (Do the Right Thing)
- Dan Aykroyd - A spasso con Daisy (Driving Miss Daisy)
- Marlon Brando - Un'arida stagione bianca (A Dry White Season)
- Martin Landau - Crimini e misfatti (Crimes and Misdemeanors)

### Migliore attrice non protagonista
- Brenda Fricker - Il mio piede sinistro (My Left Foot)
- Anjelica Huston - Nemici, una storia d'amore (Enemies, a Love Story)
- Lena Olin - Nemici, una storia d'amore (Enemies, a Love Story)
- Julia Roberts - Fiori d'acciaio (Steel Magnolias)
- Dianne Wiest - Parenti, amici e tanti guai (Parenthood)

### Miglior sceneggiatura non originale
- Alfred Uhry - A spasso con Daisy (Driving Miss Daisy)
- Phil Alden Robinson - L'uomo dei sogni (Field of Dreams)
- Jim Sheridan e Shane Connaughton - Il mio piede sinistro (My Left Foot)
- Roger L. Simon e Paul Mazursky - Nemici, una storia d'amore (Enemies, a Love Story)
- Oliver Stone e Ron Kovic - Nato il quattro luglio (Born on the Fourth of July)

### Miglior sceneggiatura originale
- Tom Schulman - L'attimo fuggente (Dead Poets Society)
- Woody Allen - Crimini e misfatti (Crimes and Misdemeanors)
- Nora Ephron - Harry, ti presento Sally... (When Harry Met Sally…)
- Spike Lee - Fa' la cosa giusta (Do the Right Thing)
- Steven Soderbergh - Sesso, bugie e videotape (Sex, Lies, and Videotape)

### Miglior film straniero
- Nuovo Cinema Paradiso, regia di Giuseppe Tornatore (Italia)
- Camille Claudel, regia di Bruno Nuytten (Francia)
- Jésus de Montréal, regia di Denys Arcand (Canada)
- Ballando con Regitze (Dansen med Regitze), regia di Kaspar Rostrup (Danimarca)
- Lo que le Pasó a Santiago, regia di Jacobo Morales (Porto Rico)

### Miglior fotografia
- Freddie Francis - Glory - Uomini di gloria (Glory)
- Michael Ballhaus - I favolosi Baker (The Fabulous Baker Boys)
- Robert Richardson - Nato il quattro luglio (Born on the Fourth of July)
- Mikael Salomon - The Abyss
- Haskell Wexler - Scandalo Blaze (Blaze)

### Miglior scenografia
- Anton Furst e Peter Young - Batman
- Leslie Dilley e Anne Kuljian - The Abyss
- Dante Ferretti e Francesca Lo Schiavo - Le avventure del barone di Munchausen (The Adventures of Baron Munchausen)
- Norman Garwood e Garrett Lewis - Glory - Uomini di gloria (Glory)
- Bruno Rubeo e Crispian Sallis - A spasso con Daisy (Driving Miss Daisy)

### Migliori costumi
- Phyllis Dalton - Enrico V (Henry V)
- Elizabeth McBride - A spasso con Daisy (Driving Miss Daisy)
- Gabriella Pescucci - Le avventure del barone di Munchausen (The Adventures of Baron Munchausen)
- Theodor Pištěk - Valmont
- Joe I. Tompkins - Harlem Nights

### Miglior trucco
- Manlio Rocchetti, Lynn Barber e Kevin Haney - A spasso con Daisy (Driving Miss Daisy)
- Dick Smith, Ken Diaz e Greg Nelson - Dad - Papà (Dad)
- Maggie Weston e Fabrizio Sforza - Le avventure del barone di Munchausen (The Adventures of Baron Munchausen)

### Migliori effetti speciali
- John Bruno, Dennis Muren, Hoyt Yeatman e Dennis Skotak - The Abyss
- Richard Conway e Kent Houston - Le avventure del barone di Munchausen (The Adventures of Baron Munchausen)
- Ken Ralston, Michael Lantieri, John Bell e Steve Gawley - Ritorno al futuro: Parte II (Back to the Future: Part II)

### Miglior montaggio
- David Brenner e Joe Hutshing - Nato il quattro luglio (Born on the Fourth of July)
- Noëlle Boisson - L'orso (L'ours)
- Steven Rosenblum - Glory - Uomini di gloria (Glory)
- William Steinkamp - I favolosi Baker (The Fabulous Baker Boys)
- Mark Warner - A spasso con Daisy (Driving Miss Daisy)

### Miglior sonoro
- Donald O. Mitchell, Gregg C. Rudloff, Elliot Tyson e Russell Williams - Glory - Uomini di gloria (Glory)
- Donald O. Mitchell, Kevin O'Connell, Greg P. Russell e Keith A. Wester - Black Rain - Pioggia sporca (Black Rain)
- Don Bassman, Kevin F. Cleary, Richard Overton e Lee Orloff - The Abyss
- Michael Minkler, Gregory H. Watkins, Wylie Stateman e Tod A. Maitland - Nato il quattro luglio (Born on the Fourth of July)
- Ben Burtt, Gary Summers, Shawn Murphy e Tony Dawe - Indiana Jones e l'ultima crociata (Indiana Jones and the Last Crusade)

### Miglior montaggio sonoro
- Ben Burtt e Richard Hymns - Indiana Jones e l'ultima crociata (Indiana Jones and the Last Crusade)
- Milton C. Burrow e William L. Manger - Black Rain - Pioggia sporca (Black Rain)
- Robert Henderson e Alan Robert Murray - Arma letale 2 (Lethal Weapon 2)

### Migliore colonna sonora
- Alan Menken - La sirenetta (The Little Mermaid)
- John Williams - Nato il quattro luglio (Born on the Fourth of July)
- John Williams - Indiana Jones e l'ultima crociata (Indiana Jones and the Last Crusade)
- David Grusin - I favolosi Baker (The Fabulous Baker Boys)
- James Horner - L'uomo dei sogni (Field of Dreams)

### Miglior canzone
- Under the Sea, musica di Alan Menken e testo di Howard Ashman - La sirenetta (The Little Mermaid)
- Kiss the Girl, musica di Alan Menken e testo di Howard Ashman - La sirenetta (The Little Mermaid)
- After All, musica di Tom Snow e testo di Dean Pitchford - Uno strano caso (Chances Are)
- The Girl Who Used to Be Me, musica di Marvin Hamlisch e testo di Alan e Marilyn Bergman - Shirley Valentine - La mia seconda vita (Shirley Valentine)
- I Love to See You Smile, musica e testo di Randy Newman - Parenti, amici e tanti guai (Parenthood)

### Miglior documentario
- Common Threads (Common Threads: Stories from the Quilt), regia di Rob Epstein e Jeffrey Friedman
- Adam Clayton Powell, regia di Richard Kilberg
- Crack USA: County Under Siege), regia di Vince DiPersio e Bill Guttentag
- For All Mankind, regia di Al Reinert
- Super Chief: The Life and Legacy of Earl Warren, regia di Bill Jersey

### Miglior cortometraggio
- Work Experience, regia di James Hendrie
- The Childeater, regia di Jonathan Tammuz
- Amazon Diary, regia di Robert Nixon

### Miglior cortometraggio documentario
- The Johnstown Flood, regia di Charles Guggenheim
- Fine Food, Fine Pastries, Open 6 to 9, regia di David Petersen
- Yad Vashem: Preserving the Past to Ensure the Future, regia di Ray Errol Fox

### Miglior cortometraggio d'animazione
- Balance, regia di Christoph Lauenstein e Wolfgang Lauenstein
- The Cow, regia di Alexander Petrov
- The Hill Farm), regia di Mark Baker

## Premi speciali

### Oscar onorario
- Akira Kurosawa per il suo talento che ha ispirato, deliziato, arricchito e divertito il pubblico e influenzato i registi di tutto il mondo.

### Premio umanitario Jean Hersholt
- Howard W. Koch